# Илюшкина, Оксана Владимировна
Окса́на Влади́мировна Илю́шкина (укр. Оксана Володимирівна Ілюшкіна; род. 25 мая 1974, Николаев), в девичестве Кочетко́ва (укр. Кочеткова) — украинская легкоатлетка, специалистка по бегу на средние и короткие дистанции. Выступала на профессиональном уровне в 1997—2008 годах, чемпионка Украины на дистанции 800 метров, победительница и призёр ряда крупных международных стартов, участница летних Олимпийских игр в Афинах.

## Биография
Оксана Кочеткова родилась 25 мая 1974 года в Николаеве, Украинская ССР.
Первого серьёзного успеха в лёгкой атлетике добилась в сезоне 1997 года, когда в беге на 800 метров одержала победу на чемпионате Украины в Киеве.
В 1998 году в дисциплине 800 метров отметилась победой на зимнем чемпионате Украины во Львове.
В 2001 году вновь выиграла зимний чемпионат Украины во Львове на 800-метровой дистанции.
В 2004 году в составе украинской сборной стартовала на Кубке Европы в Быдгоще, в программе эстафеты 4×400 метров вместе с соотечественницами заняла второе место, уступив только команде России. Благодаря череде успешных выступлений удостоилась права защищать честь страны на летних Олимпийских играх в Афинах — на предварительном квалификационном этапе эстафеты 4×400 метров украинки показали время 3:28.62, чего оказалось недостаточно для выхода в финал.
В 2005 году в эстафете 4×400 метров Илюшкина была четвёртой на чемпионате Европы в помещении в Мадриде, третьей на Кубке Европы во Флоренции, пятой на чемпионате мира в Хельсинки.
В 2006 году в эстафете 4×400 метров показала шестой результат на чемпионате Европы в Гётеборге.
В 2007 году на чемпионате Европы в помещении в Бирмингеме в эстафете 4×400 метров вместе с украинской командой была дисквалифицирована.
Завершила спортивную карьеру по окончании сезона 2008 года.